# ラクラン・ウェールズ
ラクラン・アンドリュー・ウェールズ（英語: Lachlan Andrew Wales、1997年10月19日 - ）は、オーストラリアのサッカー選手。東京オリンピックオーストラリア代表。ポジションはFW。

## クラブ歴
セントラルコースト・マリナーズFCの下部組織出身。2017年4月14日の試合でファビオ・フェレイラに代わって途中出場し選手初出場。その後7試合でスターティングメンバーとして出場したが、チームは最下位に終わった。
2018年6月25日にメルボルン・シティFCと2年契約を締結。メルボルン・ダービーでアンソニー・レシオティスに代わって途中投入され移籍後初出場。2018年12月2日に移籍後初得点を記録した。2020年夏に契約満了で退団した。
同年10月2日にウェスタン・ユナイテッドFCと2年契約を締結した。

## 代表歴
2019年11月、ライリー・マッグリー、ナサニエル・アトキンソン、ブランドン・ウィルソンとともに、アンプロフェッショナルな振る舞いを理由に代表出場停止処分を受けた。
東京オリンピックにオーストラリア代表として参加した。